# Roberto Firmino
Roberto Firmino Barbosa de Oliveira, känd som endast Roberto Firmino, född 2 oktober 1991 i Maceió, är en brasiliansk fotbollsspelare som spelar för Al-Sadd. Han representerar även Brasiliens landslag.
Firmino kan spela på flera positioner. Hans vanliga position är offensiv mittfältare, men han kan även spela som ytter eller forward. Hans roll i Liverpool var till stor del att spela som en falsk nia, som förutom att göra mål jobbar för att vinna bollen, starta anfall och skapa ytor för sina lagkamrater Salah och Mané på kanterna.
Den 31 augusti 2019 mot Burnley gjorde Firmino sitt 50:e mål i Premier League, och blev därmed historisk då han blev den första brasilianaren någonsin att göra det i Premier League.

## Klubbstatistik
Matcher och mål är sorterade efter klubb och säsong samt efter inhemsk liga, nationell turnering och internationell turnering.
| Klubb                                                     | Säsong            | Inhemsk liga                  | Inhemsk liga | Inhemsk liga | Nat. täv. | Nat. täv. | Internat. täv. | Internat. täv. | Totalt | Totalt |
| Klubb                                                     | Säsong            | Serie                         | SM           | Mål          | SM        | Mål       | SM             | Mål            | SM     | Mål    |
| --------------------------------------------------------- | ----------------- | ----------------------------- | ------------ | ------------ | --------- | --------- | -------------- | -------------- | ------ | ------ |
| Figueirense                                               | 2009              | Campeonato Brasileiro Série B | 2            | 0            | 0         | 0         | 0              | 0              | 2      | 0      |
| Figueirense                                               | 2010              | Campeonato Brasileiro Série B | 36           | 8            | 0         | 0         | 0              | 0              | 36     | 8      |
| Figueirense                                               | Totalt i klubblag | Totalt i klubblag             | 38           | 8            | 0         | 0         | 0              | 0              | 38     | 8      |
| Hoffenheim                                                | 2010–11           | Bundesliga                    | 11           | 3            | 0         | 0         | 0              | 0              | 11     | 3      |
| Hoffenheim                                                | 2011–12           | Bundesliga                    | 30           | 7            | 3         | 0         | 0              | 0              | 33     | 7      |
| Hoffenheim                                                | 2012–13           | Bundesliga                    | 33           | 5            | 1         | 0         | 0              | 0              | 34     | 5      |
| Hoffenheim                                                | 2013–14           | Bundesliga                    | 33           | 16           | 4         | 6         | 0              | 0              | 37     | 22     |
| Hoffenheim                                                | 2014–15           | Bundesliga                    | 33           | 7            | 3         | 3         | 0              | 0              | 36     | 10     |
| Hoffenheim                                                | Totalt i klubblag | Totalt i klubblag             | 140          | 38           | 11        | 9         | 0              | 0              | 151    | 47     |
| Liverpool                                                 | 2015–16           | Premier League                | 31           | 10           | 0         | 0         | 13             | 1              | 44     | 11     |
| Liverpool                                                 | 2016–17           | Premier League                | 35           | 11           | 2         | 0         | 0              | 0              | 37     | 11     |
| Liverpool                                                 | 2017–18           | Premier League                | 37           | 15           | 2         | 1         | 15             | 11             | 54     | 27     |
| Liverpool                                                 | 2018–19           | Premier League                | 34           | 12           | 1         | 0         | 12             | 4              | 47     | 16     |
| Liverpool                                                 | 2019–20           | Premier League                | 38           | 9            | 2         | 0         | 8              | 1              | 48     | 10     |
| Liverpool                                                 | Totalt i klubblag | Totalt i klubblag             | 175          | 57           | 7         | 1         | 48             | 17             | 230    | 75     |
| Antal matcher och mål är korrekt per den 3 september 2020 |                   |                               |              |              |           |           |                |                |        |        |

## Klubbkarriär

### Figueirense
Firmino började sin proffskarriär i brasilianska Figueirense. Laget hade erbjudit honom speltid i Série B – där de då höll till – och då tackade Firmino ja.
Firmino gjorde sin debut i Figueirense 24 oktober 2009, då han blev inbytt i halvtid i en 1–2-förlust mot Ponte Preta. I januari 2010 blev Firmino en riktig A-lagsspelare, tidigare hade han fått nöja sig med att sitta på bänken då och då.
Firmino gjorde sitt första mål borta mot São Caetano. Han ledde i slutet av säsongen sitt Figueirense upp till Série A igen, med sina 8 mål på 36 framträdanden.

### Hoffenheim
Tyska Hoffenheim var de första som upptäckte hans talang och värvade honom i januarifönstret 2011 på ett kontrakt som sträckte sig till juni 2015.
En månad senare gjorde han sin första match, där han blev inbytt i den andra halvleken mot Mainz. Hans första mål kom den 16 april 2011 mot Eintracht Frankfurt. Han blev, tillsammans med lagkamraten Chinedu Obasi, inte uttagen till att spela matchen mot Bayer Leverkusen i november 2011 på grund av att ha kommit för sent till en träning. 2013/2014 blev han fjärde bäste målskytt i Bundesliga efter att ha gjort 16 mål. Han vann även ett individuellt säsong-pris för bäst utveckling i ligan samma säsong. Sammanlagt gjorde Firmino 153 framträdanden och 49 mål i Hoffenheim innan han gick vidare till England.

### Liverpool
Under sommaren 2015, samtidigt som Firmino deltog med sitt Brasilien i Copa América, nådde Hoffenheim och Liverpool en överenskommelse.  Liverpool betalade runt 29 miljoner pund för Firmino. Därmed blev Firmino den näst dyraste värvningen för Liverpool någonsin. Affären blev helt klar den 4 juli 2015.
Firmino lämnade Liverpool efter säsongen 2022/2023, i och med att hans kontrakt med klubben gick ut.

### Al Ahli
Den 4 juli 2023 värvades Firmino av den saudiska klubben Al Ahli, där han skrev på ett treårskontrakt.

## Landslagskarriär
Firmino debuterade i det brasilianska landslaget den 12 november 2014 i en träningsmatch mot Turkiet. Han ersatte Luiz Adriano, som också han debuterade när Brasilien vann med 4–0. Det första målet i A-landslaget kom sex dagar senare i en 2-1-seger mot Österrike.
I maj 2015 togs Firmino med i truppen till Copa America i Chile. Den 22 juni gjorde han mål igen när Brasilien besegrade Venezuela med 2-1 och kvalificerade sig för turneringens slutspel.
Firmino var en del av Brasiliens trupp till fotbolls-VM 2018 i Ryssland. Den 2 juli byttes han in mot Mexiko i åttondelsfinalen och gjorde 2–0, vilket också blev slutresultatet.

## Meriter

### Liverpool
- Premier League: 2019/2020
- Uefa Champions League: 2018/2019
- FA-cupen: 2021/2022
- Engelska Ligacupen: 2021/2022
- Community Shield: 2022
- Uefa Super Cup: 2019
- VM för klubblag: 2019

### Brasilien
- Copa América: 2019